# São Gonçalo (Rio de Janeiro)
São Gonçalo város Brazíliában, Rio de Janeiro államban. A Guanabara-öböl keleti oldalán, Niteróitól északra fekszik. Lakosainak száma 896 744 fő (2022).

## Nevezetes szülöttei

### Focisták
- Vinícius Junior
- Roberto Miranda (* 1944),
- Bismarck Barreto Faria (* 1969),
- Carlos Henrique dos Santos Souza (* 1983),
- Paulo Marcos de Jesus Ribeiro (* 1986),
- Rodrigo Souza (* 1987),
- Bamba Anderson (* 1988),
- Dória (* 1994),
- Vinícius Junior

### Egyéb
- Claudia Leitte (* 1980), énekes

## Népesség
| Lakosok száma | 891 119 | 999 728 | 1 077 687 | 1 091 737 | 1 098 357 | 896 744 |
|               | 2000    | 2010    | 2018      | 2020      | 2021      | 2022    |

## Fordítás
- Ez a szócikk részben vagy egészben  a   São Gonçalo című német Wikipédia-szócikk fordításán alapul.  Az eredeti cikk szerkesztőit annak laptörténete sorolja fel. Ez a jelzés csupán a megfogalmazás eredetét és a szerzői jogokat jelzi, nem szolgál a cikkben szereplő információk forrásmegjelöléseként.